# Jamie Gillis
Jamie Gillis (nascut Jamey Ira Gurman; 20 d'abril de 1943 - 19 de febrer de 2010) va ser un actor pornogràfic, director i membre estatunidenc del Saló de la Fama AVN. Estava casat amb la llegenda de l'actriu porno Serena (actriu).

## Primers anys
Gillis va néixer Jamey Ira Gurman a Nova York. Va rebre el nom del personatge Tyrone Power de la pel·lícula The Black Swan (1942), i va prendre el nom de Gillis de la xicota amb qui vivia quan va fer les seves primeres pel·lícules. Gillis va assistir més tard a la Columbia University i es va graduar magna cum laude. Mentre es mantenia conduint un taxi, va respondre un anunci a The Village Voice.

## Carrera
Va aparèixer a més de 470 pel·lícules com a actor." També va dirigir diverses pel·lícules per adults. Obertament bisexual, va aparèixer en moltes pel·lícules de porno gai, inclosa una escena de sexe amb Zebedy Colt a la pel·lícula de temàtica BDSM de Gerard Damiano de 1975 The Story of Joanna. Gillis va aparèixer a la pel·lícula de Hollywood Nighthawks (1981) com a cap del personatge de Lindsay Wagner (s'acredita com a "Dissenyador"). També es va fer un nom en dues pel·lícules de Radley Metzger, The Opening of Misty Beethoven (1976) i Barbara Broadcast (1977); el primer és considerat, pel guardonat autor Toni Bentley, la "joia de la corona" de l'Edat d'Or del Porno.
Segons Al Goldstein, Gillis sempre va ser descrit com "sexualment l'home més salvatge, decadent i extraordinari del negoci". La seva escena amb Brooke Fields va ser emblemàtica en aquest sentit. Va ser un pioner en l'estil pornogràfic conegut com a gonzo. A més de protagonitzar la primera pel·lícula Buttman, també va crear la influent sèrie On the Prowl. Com una estrella porno que viatja en una limusina busca nois afeccionades amb qui tenir sexe, la sèrie de vídeos va ser molt popular i va inspirar una escena de la pel·lícula Boogie Nights. També va coproduir la popular sèrie Dirty Debutante amb el seu company director i actor Ed Powers, així com les sèries de pel·lícules Walking Toilet Bowl centrades en pluja daurada i coprofília.

## Mort
Gillis va morir el 19 de febrer de 2010 a la ciutat de Nova York a causa d'un melanoma, que es va diagnosticar quatre o cinc mesos abans. En una entrevista d'àudio a The Rialto Report poc abans de la seva mort, Gillis va declarar que a la dècada de 1970 hauria volgut que les seves cendres fossin escampades a Times Square, però anys més tard va canviar d'opinió, afirmant que el nou Times Square que va sorgir a la dècada de 1990 contaminaria les seves cendres.

## Filmografia

### Com a actor, incompleta
- Die You Zombie Bastards! (2005)
- Potty Mouth (2004)
- Luv Generation (2004)
- Sunset Stripped (2002)
- New Wave Hookers 5 (1997)
- Bobby Sox (1996)
- Play My Flute (1991)
- Uncle Jamie's Double Trouble (1991)
- Playin' Dirty (1990)
- Jamie Gillis and Africa (1990)
- Alien Space Avenger (1989)
- Adventures of Buttman (1989)
- Head Lock (1989)
- Taboo IV (1985)
- New Wave Hookers (1984)
- A Little Bit of Hanky Panky (1984)
- Night of the Zombies (1981)
- Roommates (1981)
- Wanda Whips Wall Street (1981)
- Nighthawks (1981)
- Dracula Exotica (1980)
- The Ecstasy Girls (1979)
- Sensual Fire (1979)
- Dracula Sucks (aka Lust At First Bite) (1978)
- A Coming of Angels (1977)
- Barbara Broadcast (1977)
- Obsessed (1977)
- Captain Lust and the Pirate Women (1977)
- Through the Looking Glass (1976)
- Water Power (1976)
- The Opening of Misty Beethoven (1976)[5]
- Oriental Blue  (1976)
- Boy 'Napped (1975)
- Deep Throat Part II (1974)

### Com a director, incompleta
- Devious Old Gillis (1998)
- Back on the Prowl 2 (1998)
- Back on the Prowl (1998)
- Punished Sex Offenders (1990)
- Takeout Torture (1990)
- On the Prowl (1989)

## Premis
- 1976 AFAA Award – Millor actor (The Opening of Misty Beethoven)[5][11]
- 1977 AAFA Award – Millor actor (Coming of Angels)[11]
- 1979 AAFA Award – Millor actor (Ecstasy Girls)[11]
- 1982 AFAA Award – Millor actor secundari (Roommates)[11]
- 1984 Premis XRCO – Millor escena pervertida (Insatiable II)[12]
- 1985 Premis XRCO – Millor escena pervertida (Nasty)[13]
- 1987 Premis XRCO – Millor actor (Deep Throat 2)[11][14]
- 1987 Premis XRCO – millor actor secundari (Babyface 2)[11]
- 1987 Premis XRCO – Millor escena pervertida (Let's Get It On With Amber Lynn)[15]
- 1989 Premis AVN – Millor actor secundari – (Pretty Peaches 2)[16]
- 1989 Premis XRCO – Millor actor (Second Skin)[11]
- 1997 Premis AVN – Millor actor Film (Bobby Sox)[16]
- 1999 Premis AVN – Millor actor secundari Video (Forever Night)[16]
- AVN Hall of Fame[17]
- XRCO Hall of Fame[18]

## Refer`rncies
1. 1 2  «Porn Star Jamie Gillis Remembered by Non-Porn-Star Friends». «His real name was Jamey Gurman; he was a native New Yorker and “renaissance Jew” who graduated magna cum laude from Columbia University and, in the spirit of countercultural exploration and open-mindedness, ended up in porn.»
2. 1 2  Jamie Gillis: New York Beginnings, audio interview with Jamie Gillis, The Rialto Report, November 17, 2013"
3. 1 2  "SCREW Interview with Jamie Gillis: The Hamlet of Hard-Core," SCREW, May 17, 1976, pp. 4-9, 41.media, retrieved 1/15/2015.
4. ↑   «The Underboss». Gay Erotic Video Index.
5. 1 2 3  West, Ashley. «'The Opening of Misty Beethoven' (1976): Jamie Gillis and Constance Money». The Rialto Report, 07-04-2017.
6. ↑  Bentley, Toni. «The Legend of Henry Paris». Playboy, 01-06-2014. Arxivat de l'original el 4 febrer 2016.
7. ↑  Bentley, Toni. «The Legend of Henry Paris», 01-06-2014.
8. ↑  Sloan, Will. «The Godfather of Gonzo Porn».   Random House, 21-11-2013.
9. ↑  XBIZ. «The Godfathers of Gonzo».   XBIZ.com, 25-09-2007.
10. ↑  Peter Warren. «Jamie Gillis Passes Away».   business.avn.com, 19-02-2010. Arxivat de l'original el 2010-04-30.
11. 1 2 3 4 5 6 7   «rame awards list». . Arxivat 2019-04-21 a Wayback Machine. «Còpia arxivada». Arxivat de l'original el 2019-04-21. [Consulta: 11 juliol 2022].
12. ↑  MayorDefacto. «Transcript of the video A Night of Legends: First Annual XRCO Adult Film Awards». Arxivat de l'original el 2011-08-12.
13. ↑  «Winners of XRCO Awards 1986».
14. ↑  «Academy Awards of XXX Convene in 'the Valley of Lust': Uptight Undercurrent Mars Atmosphere of Kinky Abandon in Era of Challenges From Law», 19-02-1988.
15. ↑  «Winners of XRCO Awards 1988».
16. 1 2 3   «Past AVN Award Winners». . Arxivat 2009-10-01 a Wayback Machine.
17. ↑   «AVN Hall of Fame». . Arxivat 2007-10-20 a Wayback Machine.
18. ↑   «XRCO Hall of Fame». . Arxivat 2015-07-06 a Wayback Machine.